# Kepler-186b
Kepler-186b ist ein Exoplanet, der den Roten Zwerg Kepler-186 umkreist. Der Planet wurde 2014 durch das Weltraumteleskop Kepler entdeckt.

## Mutterstern
Der Mutterstern Kepler-186 ist sehr leuchtschwach, aber auch sehr aktiv. Er ist ein sogenannter Flarestern, der zu starken Protuberanzen neigt. Das System ist ca. 500 Lichtjahre von der Erde entfernt.

## Lage im System
Der Planet liegt im Sternsystem sehr nah an seinem Stern und ist der innerste Planet des Sternsystems. Er liegt deutlich nicht in der habitablen Zone, da es auf dem Planeten viel zu heiß wäre. Für einen Umlauf um seinen Mutterstern benötigt Kepler-186b weniger als vier Tage.